# Asymetria informacji
Asymetria informacji (ang. information asymmetry) – pojęcie z zakresu ekonomii; sytuacja, gdy jedna strona transakcji ma więcej informacji o przedmiocie umowy.
Istnienie asymetrii informacji może prowadzić m.in. do negatywnej selekcji (ang. adverse selection) i pokusy nadużycia (ang. moral hazard).

## Historia
Pierwszy artykuł wskazujący na ten problem został napisany w roku 1970 przez G. Akerlofa w artykule pt. „The Market of »Lemons«: Quality Uncertainty and the Market Mechanism”, który pokazuje na przykładzie rynku dobrych i złych samochodów, że asymetryczna informacja może doprowadzić do zawodności rynku.
W roku 1973 pojawiła się praca Michaela Spence’a pt. „Job Market Signaling” wprowadzająca pojęcie „sygnalizacji”. W swojej pracy wyróżnia on rynek pracy jako cechujący się asymetryczną informacją. Spence rozważa sytuację zatrudniania pracownika, kiedy pracownik, chcąc udowodnić swoje kompetencje, „sygnalizuje” potencjalnemu pracodawcy swoje umiejętności.
W roku 2001 ekonomiści George A. Akerlof, A. Michael Spence i Joseph E. Stiglitz otrzymali Nagrodę Nobla w dziedzinie ekonomii za analizę rynków z asymetrią informacji.

## Implikacje
Ackerlof w swojej pracy udowadnia, że asymetria informacji może doprowadzić do zaburzeń rynkowych, a nawet do ich całkowitego załamania rynku. Jako przykład podaje rynek samochodów, na którym popyt {\displaystyle D} na samochody zależy od ich ceny {\displaystyle p} i jakości {\displaystyle \mu =\mu (p),} natomiast podaż {\displaystyle S} zależy wyłącznie od ceny. Równowaga rynkowa zachodzi, gdy {\displaystyle S(p)=D(p,\mu ).} Są dwie grupy osób z użytecznościami danymi wzorami:
{\displaystyle U_{1}=M+\sum _{i=1}^{n}x_{i},}
{\displaystyle U_{2}=M+\sum _{i=1}^{n}{\frac {3}{2}}x_{i},}
gdzie:
- {\displaystyle M} – konsumpcja dóbr innych niż samochody,
- {\displaystyle x} – jakość auta ({\displaystyle x} należy do przedziału {\displaystyle (0,2),} ponadto cena jest proporcjonalna do jakości)
- {\displaystyle n} – liczba samochodów (jakość jest rozłożona równomiernie).

Niech {\displaystyle Yj,} {\displaystyle Dj} i {\displaystyle Sj} to odpowiednio dochód, popyt i podaż {\displaystyle j}-tej grupy, zakładając, że członkowie grup maksymalizują użyteczność. Jeżeli grupa 1 handluje samochodami, a grupa 2 nie ma ich w ogóle, to popyt na samochody dany jest wzorem:
{\displaystyle D(p,\mu )={\begin{cases}\left(Y_{2}+Y_{1}\right)/p&p<\mu ,\\Y_{2}/p&\mu <p<3\mu /2,\\0&p>3\mu /2.\end{cases}}}
Grupa 1 ma {\displaystyle N} samochodów na sprzedaż z jakością {\displaystyle x} między 0 i 2, a grupa druga nic nie sprzedaje, czyli podaż wynosi {\displaystyle S_{1}=pN/2} i {\displaystyle S_{2}=0.} Przy danej cenie {\displaystyle p,} średnia jakość to {\displaystyle p/2,} więc {\displaystyle D=0.} Nie ma popytu, w związku z czym rynek nie istnieje.

## Przykłady asymetrii informacji
Pojęcie asymetrycznej informacji można rozszerzyć na inne zdarzenia, a także na więcej niż 2 strony umowy. Przykładem zjawiska niesymetrycznej informacji może być sytuacja, gdy kraj wypowiada wojnę, nie mając pełnej informacji o przeciwniku, jednocześnie przeszacowując szanse na zwycięstwo.
Asymetria informacji może powstawać na wiele sposobów, np. na rynku kapitałowym można wymienić następujące grupy uprzywilejowane:
- korporacje – pracownicy, a także członkowie rad nadzorczych i zarządu spółek giełdowych mają dostęp do informacji wrażliwych, niedostępnych opinii publicznej (fuzje, strategie, szczegółowe dane finansowe),
- banki inwestycyjne – posiadają podobne informacje, zajmują się przygotowaniem operacji z poprzedniego punktu,
- firmy maklerskie – maklerzy mają informacje na temat popytu na poszczególne instrumenty finansowe.

Przykładem mogą być też urzędy, które agregują ogromne ilości danych, najczęściej ich nie publikując.

## Przeciwdziałanie
Istnieje wiele możliwości zapobiegania efektom asymetrii informacji. Pierwszą z nich jest gwarancja. Rezultatem gwarancji jest przeniesienie ryzyka z konsumenta na sprzedającego.
Drugą możliwością jest marka. Marka nie tylko zapewnia o jakości produktu, ale także daje możliwości reklamacji, jeżeli jakość produktu nie spełni oczekiwań klientów. Znana firma z reguły potrafi szybciej, lepiej i łatwiej (poprzez punkty stacjonarne, autoryzowane serwisy) obsłużyć klienta w potrzebie.
Trzecią opcją są sieci – na przykład restauracyjne lub hotelowe. Przykład ten jest bardzo podobny do marki. Ludzie, znając jakość jedzenia w sieci restauracji, często będą woleli zjeść tam, gdyż jakość w sieci jest dla nich lepsza niż przeciętna jakość jedzenia w nieznanym lokalu. Oczywiście mieszkaniec regionu będzie wiedział, gdzie najlepiej zjeść, ale w przypadku zjazdu na autostradzie sytuacja wygląda inaczej.
Licencja redukuje niepewność. Zawody licencjonowane: lekarze, prawnicy czy profesorowie, odznaczają się certyfikatami/tytułami potwierdzającymi kompetencje. Edukacja i rynek pracy mają swoje własne znaki markowe.

## Teoria gier
Duża część teorii gier bazuje na idei niesymetrycznej informacji. W grze, w której gracze wykonują ruch jednocześnie, nie mają żadnej informacji o tym, co zrobi przeciwnik. Jeżeli występuje, wpływa na metody, jakimi można się posługiwać. Podgrą gry właściwej nie może być drzewo, które przerwałoby zbiory informacyjne. Nie można także wyznaczyć równowagi doskonałej metodą indukcji wstecznej.